# Characella pachastrelloides
Characella pachastrelloides är en svampdjursart som först beskrevs av Carter 1876.  Characella pachastrelloides ingår i släktet Characella och familjen Pachastrellidae. Inga underarter finns listade i Catalogue of Life.